# Glenea obsoleta
Glenea obsoleta är en skalbaggsart som beskrevs av Aurivillius 1914. Glenea obsoleta ingår i släktet Glenea och familjen långhorningar.
Artens utbredningsområde är Malawi. Inga underarter finns listade i Catalogue of Life.